# Vz. 59
 (mars 2011).
Si vous disposez d'ouvrages ou d'articles de référence ou si vous connaissez des sites web de qualité traitant du thème abordé ici, merci de compléter l'article en donnant les références utiles à sa vérifiabilité et en les liant à la section « Notes et références ».
La Universalny Kulomet vzor 59 est une mitrailleuse polyvalente (modèle 1959). Elle fut réglementaire dans les forces armées tchécoslovaques (à partir de 1959) puis tchèques et slovaques depuis 1993.

## Technique
Conçue et produite par la Ceská zbrojovka, la mitrailleuse Vz 59 fonctionne par emprunt des gaz. Elle est alimentée par bande. Elle possède une crosse fixe, une poignée pistolet, une hausse réglable et un guidon à lame. Elle dispose d'un canon léger (utilisation comme mitrailleuse légère sur bipied) ou lourd (monté sur trépied terrestre ou DCA). Prévue initialement pour le 7,62 mm Mosin-Nagant, elle existe en 7,62 OTAN sous le nom de UK vzor 68. La poignée pistolet, la poignée de transport et la crosse (à épaulière) sont en bois. Le canon interchangeable possède un cache-flamme conique.

## Données numériques
- Munition : 7,62 × 54 mm ou 7,62 × 51 mm Otan
- Cadence de tir théorique: 750 coups/min

Portée efficace : 600 m
- Alimentation : bande de 50 cartouches
- Canon
  - léger : 59 cm
  - lourd : 69 cm
- Longueur
- avec canon léger : 1,12 m
  - avec canon lourd : 1,22
- Masse à vide : 8,6 kg avec canon léger ou 19,3 kg avec canon lourd et trépied

## Engagements
On retrouve cette arme au cours de l'Invasion de l'Ukraine par la Russie.